# Mareuil-la-Motte
Mareuil-la-Motte é uma comuna francesa na região administrativa de Altos da França, no departamento de Oise. Estende-se por uma área de 9,17 km². Em 2010 a comuna tinha 642 habitantes (densidade: 70 hab./km²).